# 水防警報
水防警報（すいぼうけいほう）とは、所定の河川の一定の流域において、洪水や高潮による災害の恐れがあるとき、河川管理者として国土交通大臣または都道府県知事が、水防機関に対して行う発表。気象庁が発表する洪水警報などとは異なる。
1955年に水防法の改正に伴って洪水予報とともに創設された。同法第16条に規定されている。

## 水防警報の役割
河川が所定の水位に達したことなどをもって、水防団などの水防に関わる防災機関の出動の契機とするためのものである。一般向けの洪水警報や洪水予報より早めに水防関係者が準備を整えられるように、より低い水位で段階的な警報の発表が定められている。予報としての性格はない。

## 主な制度上の規定
実務上、国土交通大臣による発表は、国土交通省地方整備局の河川事務所などが代理して行う。水防法では国土交通大臣の発表した水防警報は直ちに都道府県知事に伝えなければならないとされている。都道府県知事による発表も、実務上は都道府県の河川や防災の担当部署が代理して行う。
発表された水防警報は、関係する水防管理者や水防機関に直ちに伝えられる。水防法の規定では、水防団や消防機関が出動の根拠とするのは水防警報以外にもう1つあり、それは河川の水位がはん濫注意水位に達したことであるが、水防警報（水防団などの出動）の発令基準がはん濫注意水位であるため、事実上根拠は1つになる。
水防警報の対象河川（指定河川）と洪水予報の対象河川は、ほとんど同じであるが若干異なる。また、水防警報は河川のほか、湖沼、海岸も対象としている。

## 情報の種類
- 待機 水位の上昇が予想されるとき、水防団や消防機関が出動できるよう人員の確保などを行う。また、出動が長引いたため人員削減が必要であるが、最低限の人員が未だに必要であるときにも発表する。
- 準備 水防に関係する資材、機器、通信手段、輸送手段などの準備や点検を行う。
- 出動 水防団や消防機関に出動を促す。
- 警戒または指示 出動後、水位や各地の越水状況など、警戒すべき情報とともに状況を伝える。
- 解除 一連の水防警報の解除を伝えるもの。
- （情報） 必要により、水位や雨量などを伝えるもの。

基準となる水位は、「待機」が低く、「準備」、「出動」、「指示」の順に高くなる。情報の名称などは、機関によって若干異なる場合がある。
洪水や高潮の場合は水位の上昇予測が可能なため、上記のように段階的にレベルを引き上げる。一方、地震による堤防の漏水や沈下による浸水、津波などは猶予が無いため、段階的な引き上げは厳格に行わない。

## 情報の様式

### 見出し
- 対象河川、警報の種類などを示す

### 発表内容
- 警報の切り替え状況などを示す

### 現況
- 過去から現在までの水位や雨量を示す。

### 予想
- 予想される水位や雨量を示す。

### 被害
- 越水や浸水の状況などを大まかに示す。